# رئوس مطالب ارمنستان

موقعیت ارمنستان

نقشه‌پرچم ارمنستان

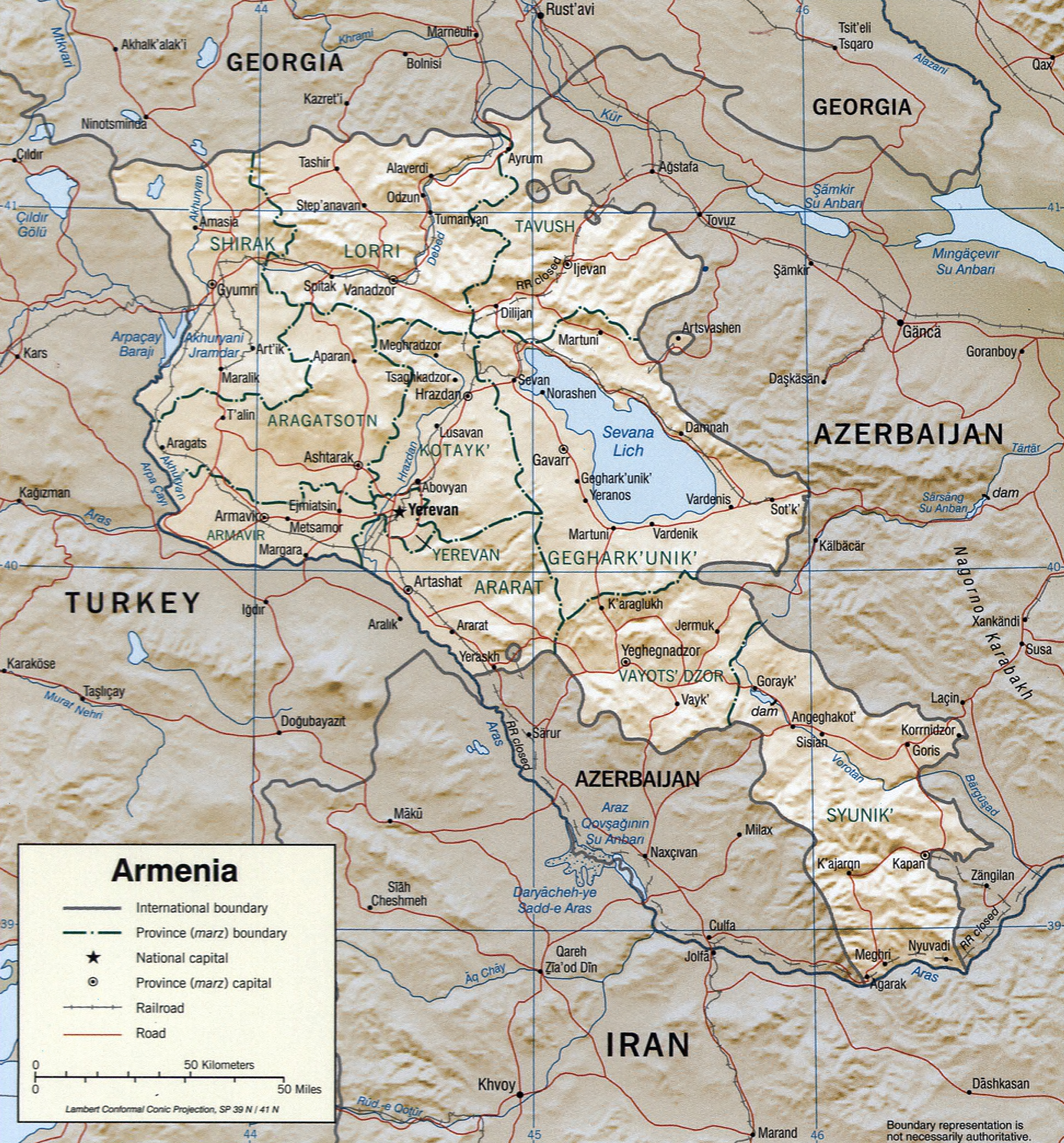
یک نقشه enlargeable relief از ارمنستان

ارمنستان کشور کوهستانی محصور در خشکی در تقاطع اروپای شرقی و غرب آسیا، در منطقه قفقاز جنوبی، اوراسیا واقع شده‌است. ارمنستان یک جمهوری پیشین اتحاد شوروی، دولت-ملت دموکراتیک متمرکز، چندحزبی که دارای میراث فرهنگی باستانی و تاریخی می‌باشد.

## ارجاع کلی
- تلفظ: ‎i‎/ɑːrˈmiːniə/‎

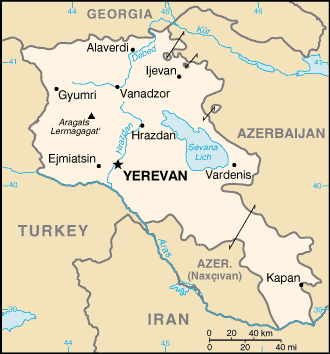
یک نقشه enlargeable basic از ارمنستان

- Common English country name: ارمنستان
- نام رسمی کشور به انگلیسی: ارمنستان
- Common درون‌نام و برون‌نام(s): فهرست کشورها و مناطق تحت‌الحمایه و پایتخت آن‌ها در زبان محلی Հայաստան (Hayastan)
- Official endonym(s): فهرست کشورها و مناطق تحت‌الحمایه و پایتخت آن‌ها در زبان محلی Հայաստանի Հանրապետություն (Hayastani Hanrapetut’yun)
- Adjectival(s): Armenian
- Demonym(s): Armenian
- ریشه‌شناسی: نام‌های ارمنستان
- رتبه‌بندی‌های بین‌المللی ارمنستان
- ایزو ۳۱۶۶–۱: AM, ARM, 051
- ایزو ۳۱۶۶–۲: See ISO 3166-2:AM
- اینترنت دامنه سطح‌بالای کد کشوری: .am

یک تصویر ماهواره‌ای

## جغرافیای ارمنستان
جغرافیای ارمنستان

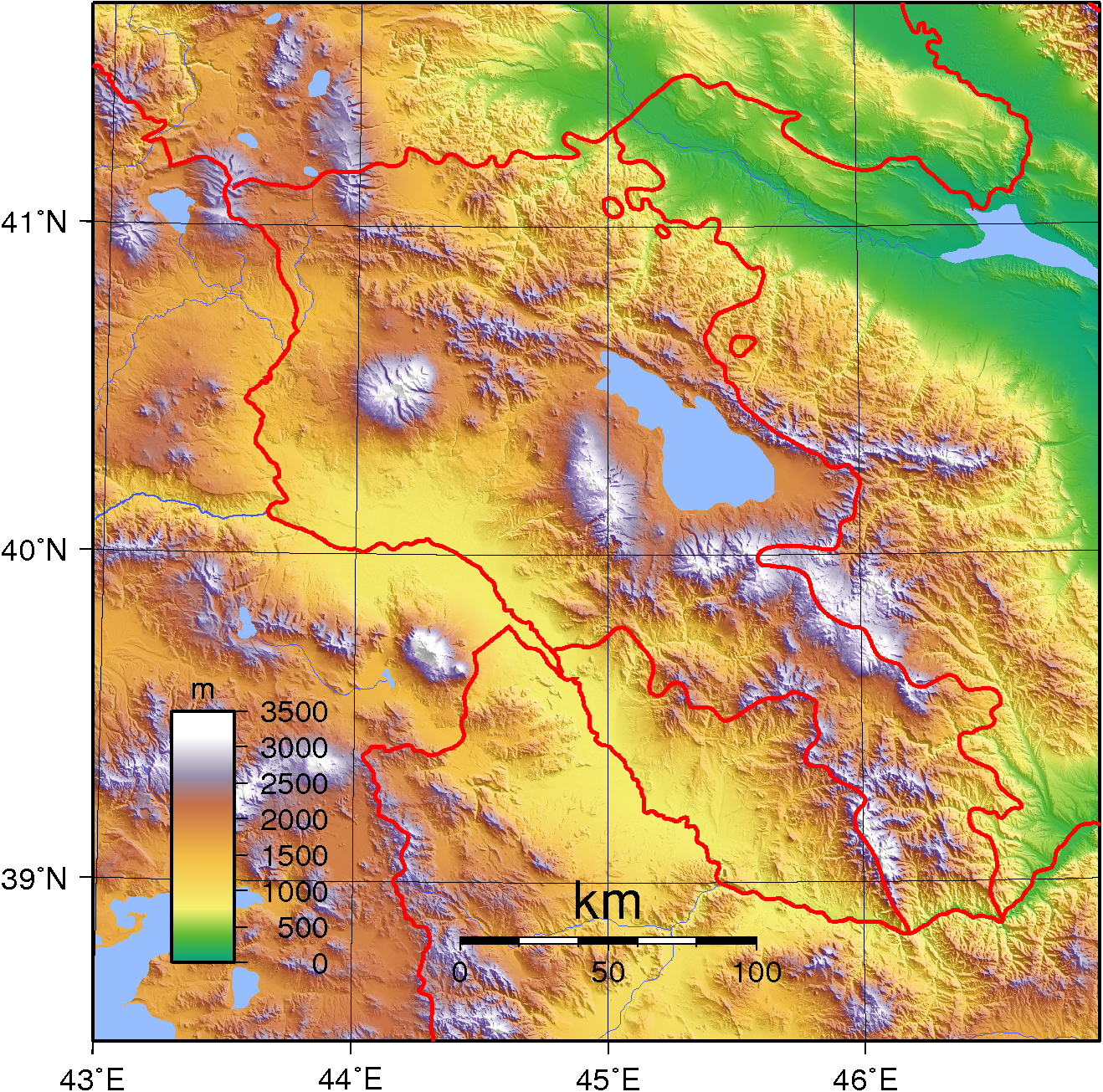
یک نقشه توپوگرافی قابل بزرگ‌شدن از ارمنستان

- ارمنستان یک کشور محصور در خشکی می‌باشد
- موقعیت:
  - نیم‌کره شمالی و نیم‌کره شرقی
    - اوراسیا
      - قفقاز
        - قفقاز جنوبی

    - اروپا
      - اروپای شرقی
        - قفقاز
          - قفقاز جنوبی
- ساعت هماهنگ جهانی
  - زمان ارمنستان
    - یوتی‌سی ۴:۰۰+
- جغرافیای ارمنستان
  - بالاتر: کوه آراگاتس ۴٬۰۹۰ متر (۱۳٬۴۱۹ فوت)
  - پایین‌تر: رود دبد ۴۰۰ متر (۱٬۳۱۲ فوت)
- جمعیت‌شناسی ارمنستان: ۳٬۲۳۱٬۹۰۰ – فهرست کشورها بر پایه جمعیت
  - مساحت ارمنستان: ۲۹٬۸۰۰ کیلومتر مربع (۱۱٬۵۰۰ مایل مربع) – فهرست کشورها و مناطق بر پایه پهناوری
- اطلس ارمنستان

### همسایه‌های ارمنستان
مرزهای زمینی: ۱٬۲۵۴ کیلومتر
 جمهوری آذربایجان ۷۸۷ کیلومتر
 ترکیه ۲۶۸ کیلومتر
 گرجستان ۱۶۴ کیلومتر
 ایران ۳۵ کیلومتر
خط‌ساحلی: ندارد

### محیط‌زیست ارمنستان

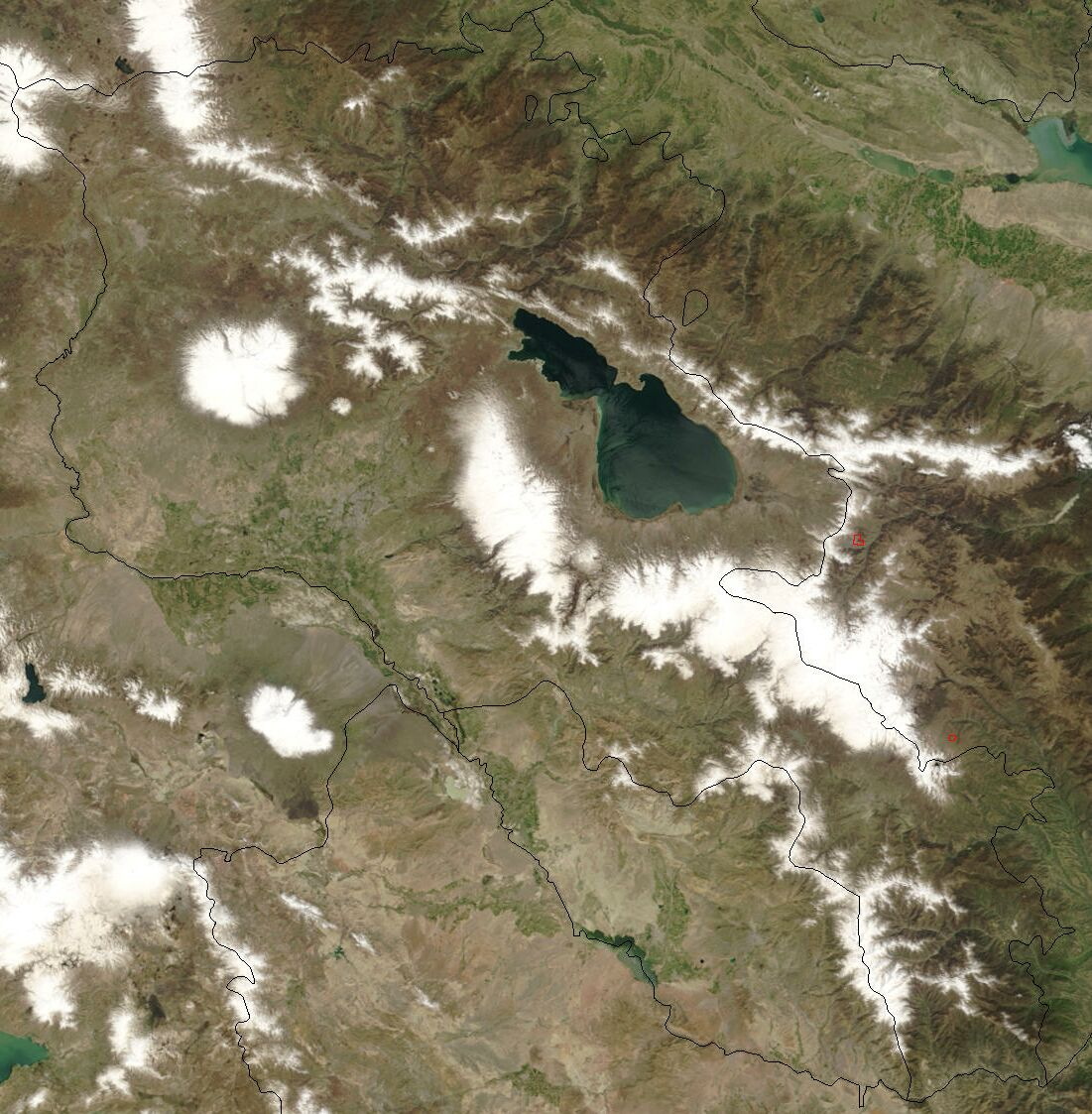
یک تصویر ماهواره‌ای قابل بزرگ‌شدن از ارمنستان

- اقلیم ارمنستان
- زمین‌شناسی ارمنستان
- فهرست مناطق حفاظت‌شده ارمنستان
  - فهرست مناطق حفاظت‌شده ارمنستان
- حیات وحش ارمنستان
  - جانوران ارمنستان
    - فهرست پرندگان ارمنستان
    - فهرست پستانداران ارمنستان

#### ویژگی‌های جغرافیای طبیعی ارمنستان

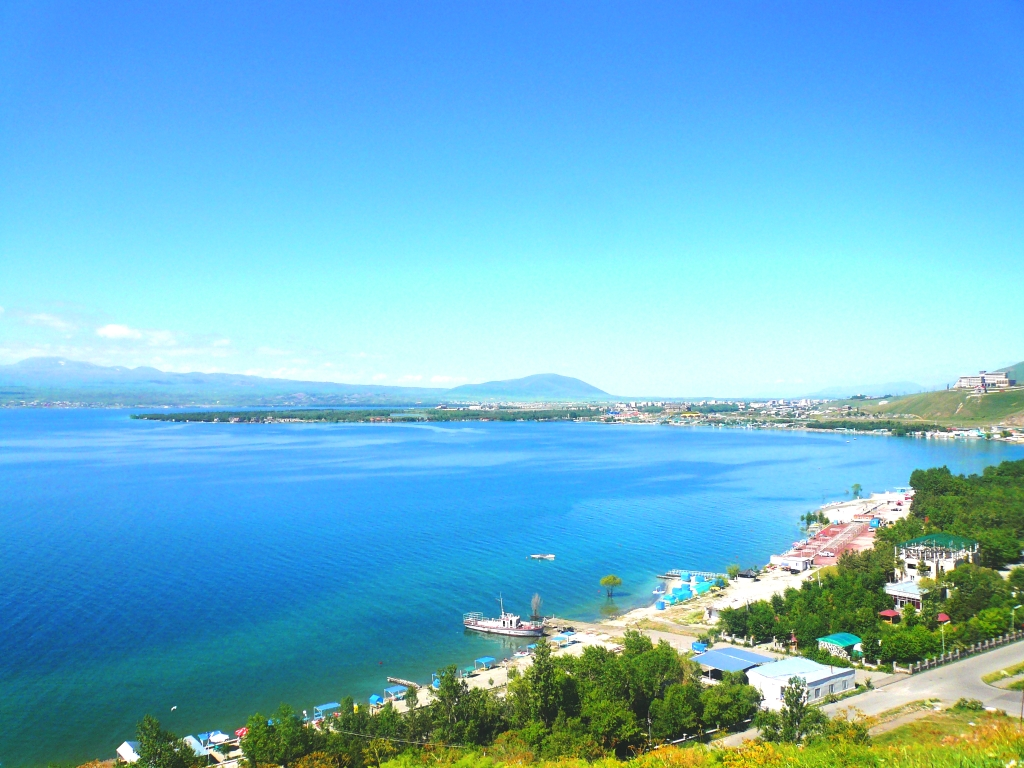
دریاچه سوان

- جغرافیای ارمنستان
- فهرست دریاچه‌های ارمنستان
- فهرست کوه‌های ارمنستان
  - فهرست آتشفشان‌های ارمنستان
- فهرست رودهای ارمنستان
- فهرست میراث جهانی

### استان‌های ارمنستان
استان‌های ارمنستان

#### بوم‌منطقه‌های ارمنستان
فهرست بوم‌منطقه‌های ارمنستان
- جنگل‌های مخلوط قفقاز

#### تقسیمات اداری ارمنستان
استان‌های ارمنستان
- استان‌های ارمنستان
  - فهرست استان‌های ارمنستان بر پایه شاخص توسعه انسانی

##### استان‌های ارمنستان
ارمنستان به ده استان (ارمنی: marzer, مفرد marz) و یک بخش اداری ویژه به عنوان پایتخت، ایروان تقسیم شده‌است:
- ایروان
- استان شیراک
- استان آرماویر
- استان لوری
- استان آرارات
- استان کوتایک
- استان گغارکونیک
- استان سیونیک
- استان آراگاتسوتن
- استان تاووش
- استان وایوتس‌جور

##### شهرهای ارمنستان

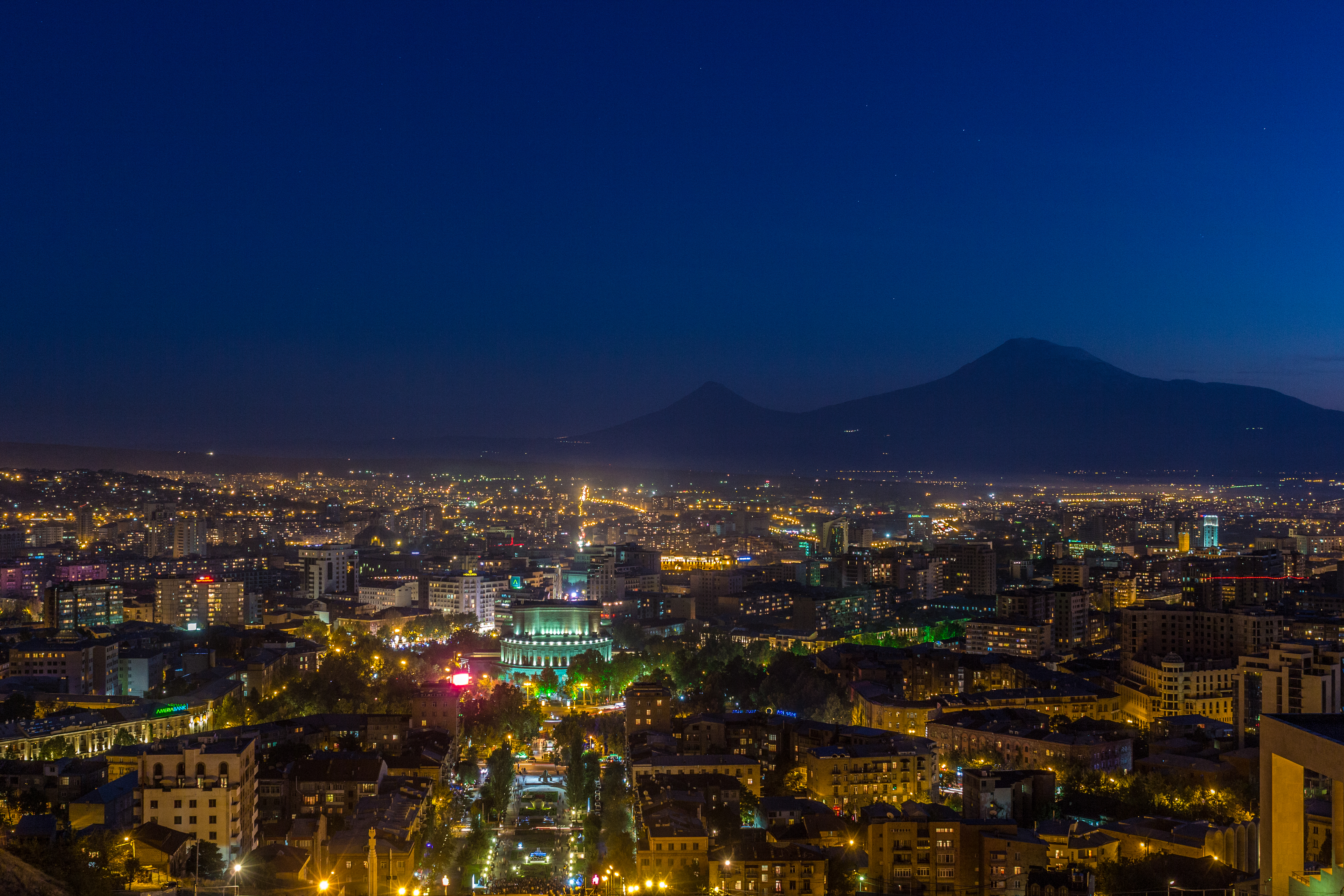
نمای شبانگاه ایروان در سپتامبر ۲۰۱۳

- پایتخت ارمنستان: ایروان
- فهرست شهرداری‌های ارمنستان
  - فهرست شهرها و شهرک‌های ارمنستان

### جمعیت‌شناسی ارمنستان
جمعیت‌شناسی ارمنستان
- سرشماری در ارمنستان
- اقلیت‌های قومی در ارمنستان
  - آشوریان ارمنستان
  - یونانیان در ارمنستان
  - تاریخ یهودیان در ارمنستان
  - کردهای ارمنستان
  - روس‌ها در ارمنستان
  - اوکراینی‌ها در ارمنستان
  - ایزدیان در ارمنستان
- سلامت در ارمنستان
- مردم ارمنی

#### جماعت ارمنیان پراکنده
جماعت ارمنیان پراکنده
- جمعیت ارمنیان بر پایه کشور
  - جمعیت ارمنیان بر پایه محدوده‌های شهری

## دولت و سیاست ارمنستان
- حکومت: حکومت متمرکز نظام نیمه‌ریاستی دموکراسی نیابتی جمهوری
- قانون اساسی ارمنستان
- انتخابات در ارمنستان
  - کمیسیون مرکزی انتخابات ارمنستان

آخرین انتخابات ملی: انتخابات مجلس ارمنستان (۲۰۲۱)
انتخابات سراسری آتی: انتخابات مجلس ارمنستان
- فهرست حزب‌ها در ارمنستان
  - برنامه‌های احزاب در ارمنستان

### شاخه‌های دولت
دولت ارمنستان

#### قوه مجریه دولت ارمنستان
- رئیس کشور: رئیس‌جمهور ارمنستان، واهاگن خاچاطوریان
- رئیس دولت: نخست‌وزیر ارمنستان، نیکول پاشینیان

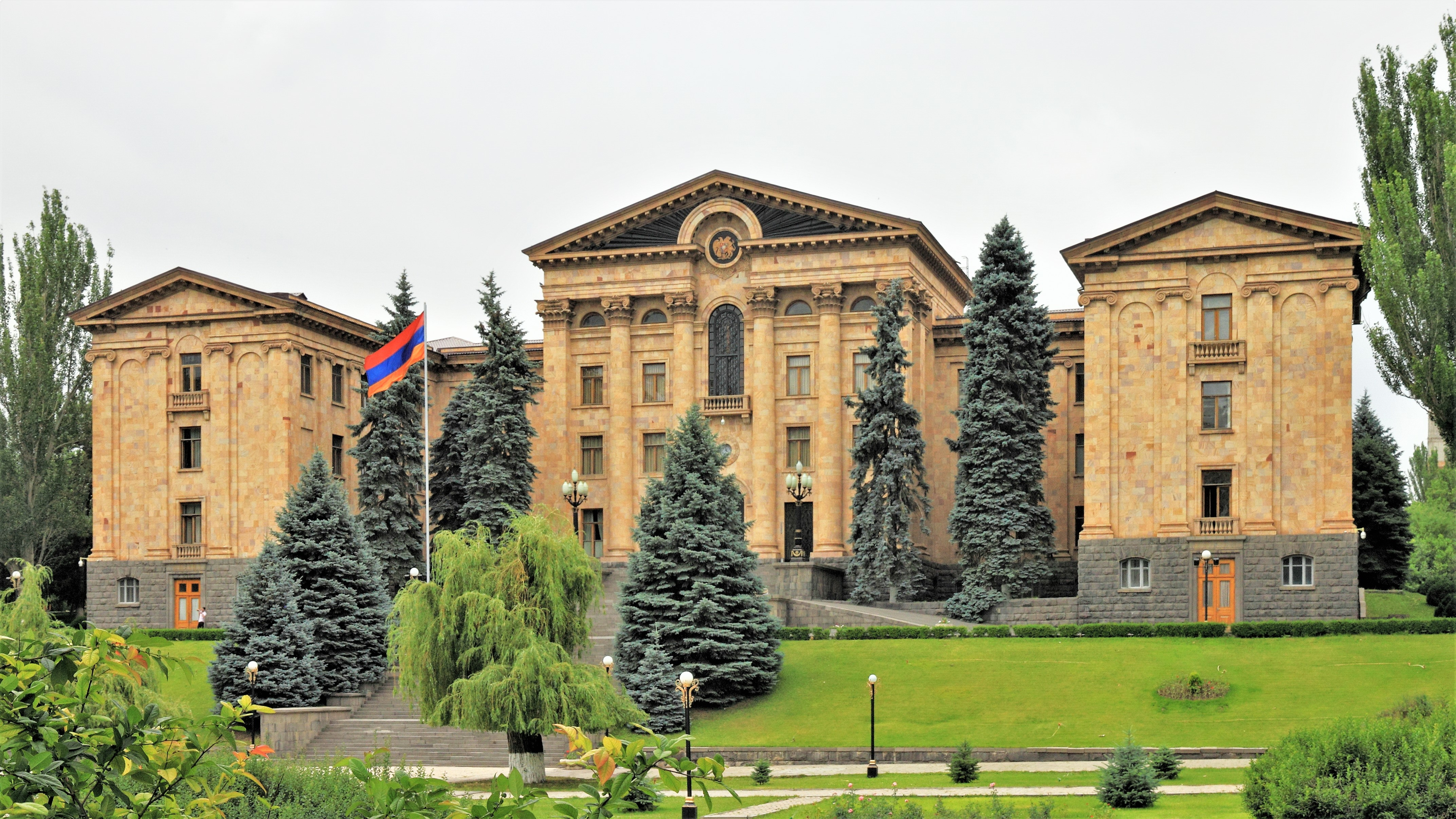
The مجلس ملی جمهوری ارمنستان در خیابان باقرامیان

- دولت ارمنستان

#### قوه مقننه دولت ارمنستان
- مجلس ملی جمهوری ارمنستان

#### قوه قضیه دولت ارمنستان
- قوه قضائیه ارمنستان

### قانون اساسی ارمنستان
قانون اساسی ارمنستان
- دادگاه قانون اساسی ارمنستان

### روابط خارجی ارمنستان

روابط خارجی ارمنستان:

تا سال ۲۰۲۰ ارمنستان با ۱۷۲ نهاد جداگانه روابط دیپلماتیک برقرار کرده‌است.
وزارت امور خارجه ارمنستان: وزیر امور خارجه، آرارات میرزویان
- فهرست وابسته‌های دیپلماتیک در ارمنستان
- فهرست وابسته‌های دیپلماتیک ارمنستان
- فهرست سفیران ارمنستان
- فهرست وزیران امور خارجه ارمنستان

سایر:
- ارمنستان و سازمان ملل
- روابط ارمنستان و اتحادیه اروپا
  - en:Armenia-EU Comprehensive and Enhanced Partnership Agreement
- ارمنستان در شورای اروپا
- روابط ارمنستان و ناتو
- گذرنامه ارمنستان
- ملزومات گذرنامه برای شهروندی ارمنستان
  - گذرنامه ارمنستانی

#### عضویت سازمان‌های بین‌المللی
ارمنستان عضو is a member of the following سازمان بین‌المللی and treaties:
- اتحادیه کشورهای عرب (ناظر)
- بانک توسعه آسیایی (ADB)
- en:Assembly of European Regions
- کنوانسیون برن برای حفاظت از حیات وحش و زیستگاه‌های طبیعی اروپا
- en:Black Sea Trade and Development Bank
- فرایند بولونیا
- شورای فرهنگی بریتانیا
- سازمان پیمان امنیت جمعی (CSTO)
- کشورهای مستقل مشترک‌المنافع (CIS)
- شورای اروپا (CoE)
- شراکت شرقی
- معاهده منشور انرژی
- en:Energy Community (ناظر)
- اتحادیه گمرکی اوراسیا
- en:Eurasian Development Bank
- اتحادیه اقتصادی اوراسیا (EAEU)
- Eurocontrol
- en:Euro-Atlantic Partnership Council (EAPC)
- en:Euronest Parliamentary Assembly
- اتحادیه دو و میدانی اروپا
- سازمان اروپایی انرژی اتمی (توافق همکاری)
- آژانس ایمنی هوانوردی اروپا (شریک پان-اروپایی)
- بانک اروپایی بازسازی و توسعه (EBRD)
- اتحادیه پخش برنامه‌های اروپایی
- en:European Civil Aviation Conference
- منشور اروپایی زبان‌های محلی یا اقلیت
- en:European Committee for Standardization (عضو وابسته)
- en:European Common Aviation Area (Negotiating candidate)
- European Convention for the Prevention of Torture
- دادگاه حقوق بشر اروپا و کنوانسیون اروپایی حقوق بشر
- کنوانسیون فرهنگی اروپا
- en:European Higher Education Area
- en:European Neighbourhood Policy
- کمیته المپیک اروپا
- سرن (Cooperation agreement)
- فدراسیون بورس اوراق بهادار اوراسیا
- فیفا و یوفا
- فائو (FAO)
- en:General Confederation of Trade Unions (GCTU)
- آژانس بین‌المللی انرژی اتمی (IAEA)
- بانک بین‌المللی بازسازی و توسعه (IBRD)
- سازمان بین‌المللی هوانوردی کشوری (ICAO)
- دیوان کیفری بین‌المللی (ICCt) (امضاء‌کننده)
- پلیس بین‌الملل (Interpol)
- انجمن توسعه بین‌الملل (IDA)
- فدراسیون بین‌المللی جمعیت‌های هلال احمر و صلیب سرخ (IFRCS)
- شرکت مالی بین‌المللی (IFC)
- صندوق بین‌المللی توسعه کشاورزی (IFAD)
- سازمان بین‌المللی کار (ILO)
- صندوق بین‌المللی پول (IMF)
- کمیته بین‌المللی المپیک (IOC)
- سازمان بین‌المللی مهاجرت (IOM)
- سازمان بین‌المللی استانداردسازی (ISO)
- نهضت بین‌المللی صلیب سرخ و هلال احمر (ICRM)
- اتحادیه بین‌المللی مخابرات (ITU)
- سازمان بین‌المللی ارتباطات ماهواره‌ای (ITSO)
- en:Interparliamentary Assembly on Orthodoxy
- اتحادیه بین‌المجالس (IPU)
- آژانس چندجانبه تضمین سرمایه‌گذاری (MIGA)
- جنبش عدم تعهد (NAM) (ناظر)
- سازمان بین‌المللی فرانکفونی (OIF)
- سازمان امنیت و همکاری اروپا (OSCE)
- سازمان منع سلاح‌های شیمیایی (OPCW)
- سازمان کشورهای آمریکایی (OAS) (ناظر)
- سازمان همکاری اقتصادی دریای سیاه (BSEC)
- en:Pacific Alliance (ناظر)
- en:Parliamentary Assembly of the Council of Europe
- مشارکت برای صلح (PFP)
- سازمان همکاری شانگهای (dialogue partner)
- en:Swiss Agency for Development and Cooperation
- en:TRACECA
- سازمان ملل متحد (UN)
- کمیته سازمان ملل در امور استفاده صلح‌آمیز از فضا
- آنکتاد (UNCTAD)
- en:United Nations Economic Commission for Europe
- یونسکو (UNESCO)
- سازمان توسعه صنعتی ملل متحد (UNIDO)
- اتحادیه جهانی پست (UPU)
- بانک جهانی
- سازمان جهانی گمرک (WCO)
- فدراسیون جهانی اتحادیه های کارگری (WFTU)
- سازمان جهانی بهداشت (WHO)
- سازمان جهانی مالکیت فکری (WIPO)
- سازمان جهانی هواشناسی (WMO)
- سازمان جهانی گردشگری (UNWTO)
- سازمان تجارت جهانی (WTO)

### قانون و نظم در ارمنستان
قانون ارمنستان
- مجازات اعدام در ارمنستان
- جرم در ارمنستان
  - مافیای ارمنی
  - فساد در ارمنستان
- پلیس جمهوری ارمنستان
  - دادستان کل ارمنستان

مسائل اجتماعی در ارمنستان
- حقوق بشر در ارمنستان
  - حقوق دگرباشان جنسی در ارمنستان
    - به رسمیت‌شناختن اتحادیه‌های همجنس‌گرایان در ارمنستان

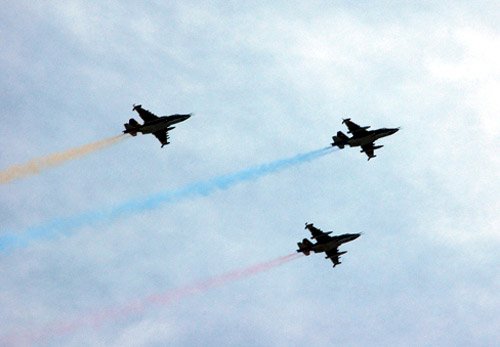
سوخو-۲۵ نیروی هوایی ارمنستان در جریان یک رژه نظامی در ایروان.

  - آزادی مذهب در ارمنستان
- در ارمنستان
- تامین اجتماعی در ارمنستان
- تنباکو در ارمنستان
  - ماری‌جوانا در ارمنستان

### نظامی‌گری ارمنستان
نیروهای مسلح ارمنستان
- فرماندهی
  - فرمانده کل قوا:
    - وزارت دفاع جمهوری ارمنستان
- نیروها
  - نیروی هوایی ارمنستان
  - نیروهای مسلح ارمنستان

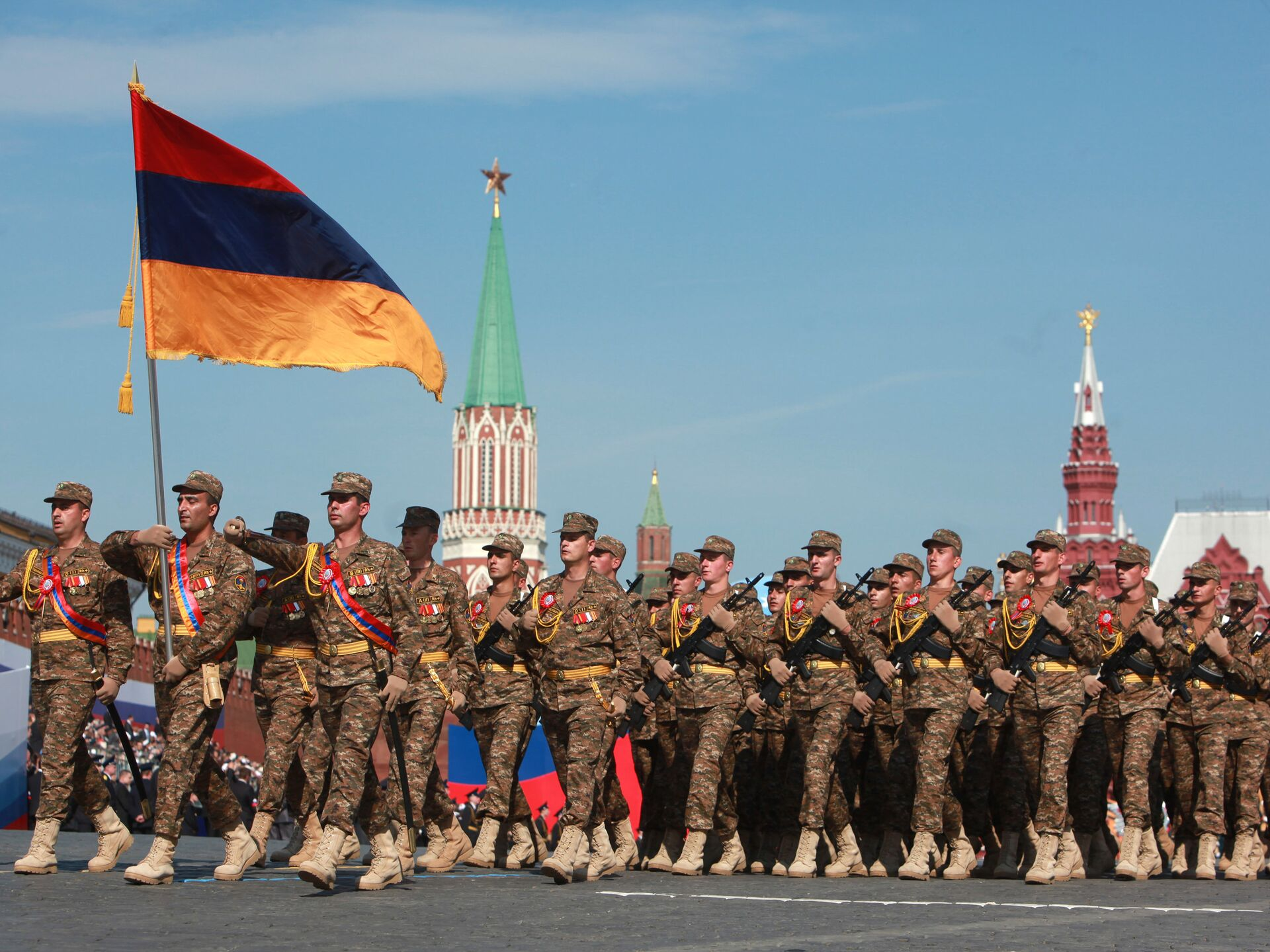
سربازان ارمنستانی در رژه روز پیروزی مسکو ۲۰۱۰

    - فهرست ادوات نیروهای مسلح ارمستان

  - نیروی دریایی ارمنستان: ندارد
- تاریخ نظامی ارمنستان
  - فهرست جنگ‌های ارمنستان
- درجات نظامی ارمنستان
- سرویس امنیت ملی ارمنستان

### دولت محلی در ارمنستان
دولت محلی در ارمنستان

## تاریخ ارمنستان
تاریخ ارمنستان
- پیشاتاریخ ارمنستان
- اورارتو
- دودمان یرواندی
- دودمان آرتاشسی
- ارمنستان (روم)
- سلسله اشکانی ارمنستان
- ارمنستان ساسانی
- ارمنستان در سده‌های میانه
- ارمنیه
- پادشاهی ارمنی کیلیکیه
- ارمنستان روسیه
- ارمنی‌ها در امپراتوری عثمانی
  - نسل‌کشی ارمنی‌ها

short-lived استان رومی کوتاه-عمر ارمنستان در ۱۱۷ میلادی، شمال میان‌رودان.

    - به رسمیت شناختن نسل‌کشی ارمنی‌ها
- نخستین جمهوری ارمنستان
- جمهوری شوروی سوسیالیستی ارمنستان
- ارمنستان

## فرهنگ ارمنستان

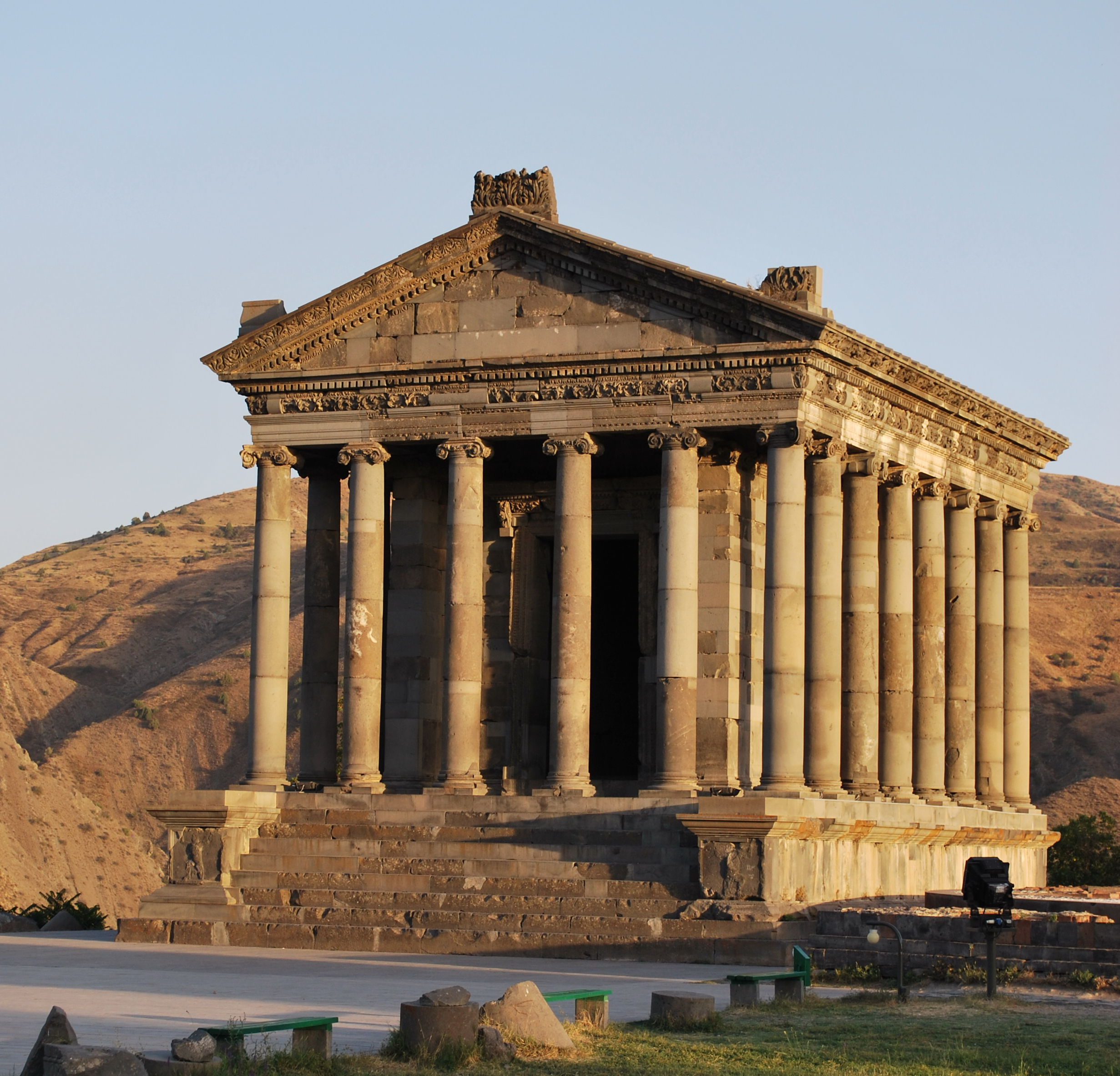
معبد پاگانی گارنی، احتمالاً در سده اول میلادی ساخته‌شده، تنها ساختمان سایه‌گذر "یونانی-رومی" در کشورهای پساشوروی می‌باشد.

فرهنگ در ارمنستان
- معماری ارمنی
- آشپزی ارمنی
  - در ارمنستان

- زبان‌های ارمنستان
  - زبان اشاره ارمنی
- فهرست موزه‌ها در ارمنستان
- رسانه‌ها در ارمنستان
  - en:Armenian newspapers
  - آزادی رسانه در ارمنستان
  - رادیوی عمومی ارمنستان
  - مخابرات ارمنستان
  - تلویزیون در ارمنستان
- سمبل‌های ملی ارمنستان
  - صلیب ارمنی
    - چلیپاسنگ

  - علامت ابدیت ارمنی
  - نشان ملی ارمنستان
  - پرچم ارمنستان
  - مر هایرنیک
- تعطیلات رسمی در ارمنستان
- فهرست میراث جهانی

### هنر در ارمنستان
- هنر ارمنی
  - موزه هنر کافسجیان
  - نگارخانه ملی ارمنستان
- رقص ارمنی
- نگارگری ارمنی
- سینمای ارمنستان
  - سینماتک ملی ارمنستان
- ادبیات ارمنی
- موسیقی ارمنی
  - ارمنستان در مسابقه آواز یوروویژن
  - جاز ارمنی
  - اپرای ارمنی
    - تالار اپرای ایروان

  - ارکستر فیلارمونیک ارمنستان
  - راک ارمنی
- تئاتر ارمنی

### دین در ارمنستان

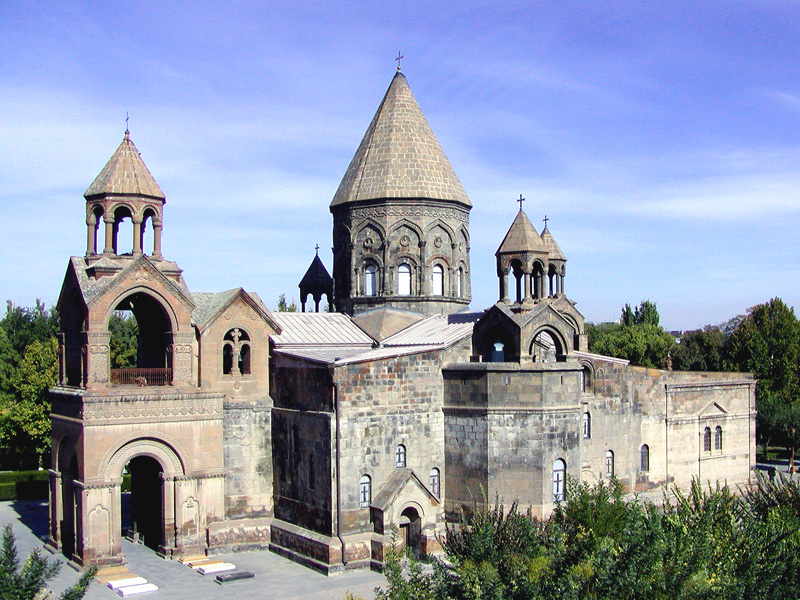
کلیسای جامع اچمیادزین، کلیسای مریم مقدس ارمنستان

دین در ارمنستان
- بهائیت در ارمنستان
- دین در ارمنستان
  - کلیسای حواری ارمنی
  - کلیسای کاتولیک ارمنی
  - کلیسای انجلیلی ارمنستان
    - کلیسای برادری ارمنی
- هندوئیسم در ارمنستان
- اسلام در ارمنستان
- تاریخ یهودیان در ارمنستان
- هتانیسم
- مزدیسنا در ارمنستان

### ورزش‌ها در ارمنستان
ورزش در ارمنستان
- ارمنستان در المپیک
  - کمیته المپیک ارمنستان

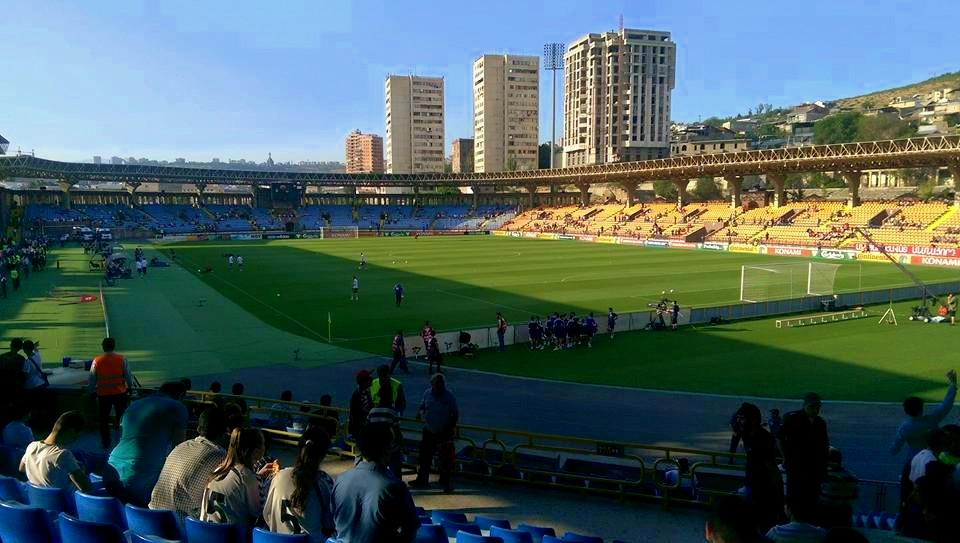
ورزشگاه جمهوریت وازگن سارگسیان

  - فهرست مدال‌آوران ارمنی در بازی‌های المپیک
- فدراسیون دو و میدانی ارمنستان
- فدراسیون اتومبیل‌رانی ارمنستان
- ارمنستان در بازی‌های پارالمپیک
  - کمیته پارالمپیک ارمنستان
  - فدراسیون ملی ورزش‌های معلولان ارمنستان
- فدراسیون بسکتبال ارمنستان
  - تیم ملی بسکتبال ارمنستان
- فدراسیون بیسبال ارمنستان
  - تیم ملی بیسبال ارمنستان
- فدراسیون ورزش دوگانه ارمنستان
- فدراسیون ملی بدن‌‌سازی ارمنستان
- فدراسیون بوکس ارمنستان
- فدراسیون دارت ارمنستان
- فدراسیون شیرجه ارمنستان
- فدراسیون شمشیربازی ارمنستان
- فدراسیون ژیمناستیک ارمنستان
- فدراسیون هندبال ارمنستان
- تیم ملی هاکی روی یخ مردان ارمنستان
- فدراسیون ملی روئینگ و قایق‌رانی ارمنستان
- فدراسیون ملی اسکواش ارمنستان
- فدراسیون وزنه‌برداری قدرتی ارمنستان
- فدراسیون قایق‌رانی بادبانی ارمنستان
- فدراسیون تیراندازی ارمنستان
- فدراسیون اسکی ارمنستان
- فدراسیون اسنوکر و بیلیارد جیبی ارمنستان
- فدراسیون ورزش‌های دانش‌آموزی ارمنستان
- فدراسیون شنا ارمنستان
  - فدراسیون شنای موزون ارمنستان
  - فهرست رکوردهای ارمنیان در شنا
- فدراسیون فوتبال دستی ارمنستان
- فدراسیون تنیس روی میز ارمنستان
- فدراسیون تکواندو ارمنستان
- فدراسیون ورزش سه‌گانه ارمنستان
- فدراسیون مچ‌اندازی ارمنستان
- فدراسیون بدمینتون ارمنستان
- بوکس در ارمنستان
- فدراسیون چکرز ارمنستان
- فدراسیون شطرنج ارمنستان
- فدراسیون سوارکاری ارمنستان
- فدراسیون اسکیت نمایشی ارمنستان
- فوتبال در ارمنستان
  - تیم ملی فوتبال ارمنستان
    - تیم ملی فوتبال زیر ۲۱ سال ارمنستان

  - لیگ برتر فوتبال ارمنستان
  - فدراسیون فوتبال ارمنستان
- فدراسیون گلف ارمنستان
- فدراسیون ارمنستان
- فدراسیون جودو ارمنستان
- فدراسیون کاراته ارمنستان
  - فدراسیون کیوکوشین کاراته ارمنستان
  - فدراسیون شوتوکان کاراته ارمنستان
- فدراسیون ارمنستان
- فدراسیون ملی تیراندازی با کمان ارمنستان
- فدراسیون ملی پنج‌گانه مدرن ارمنستان
- فدراسیون ملی کن‌دو ارمنستان
- بازی‌های پان‌ارمنی
- فدراسیون راگبی ارمنستان
  - تیم ملی اتحادیه راگبی ارمنستان
- فدراسیون سامبو ارمنستان
- فدراسیون اسکیت‌بردینگ ارمنستان
- فدراسیون تنیس ارمنستان
- فدراسیون ووشوی سنتی ارمنستان
- فدراسیون والیبال ارمنستان
- فدراسیون واترپلو ارمنستان
- وزنه‌برداری در ارمنستان
  - فدراسیون وزنه‌برداری ارمنستان
- کشتی در ارمنستان
  - فدراسیون کشتی ارمنستان

## اقتصاد و زیرساخت‌های ارمنستان
اقتصاد ارمنستان

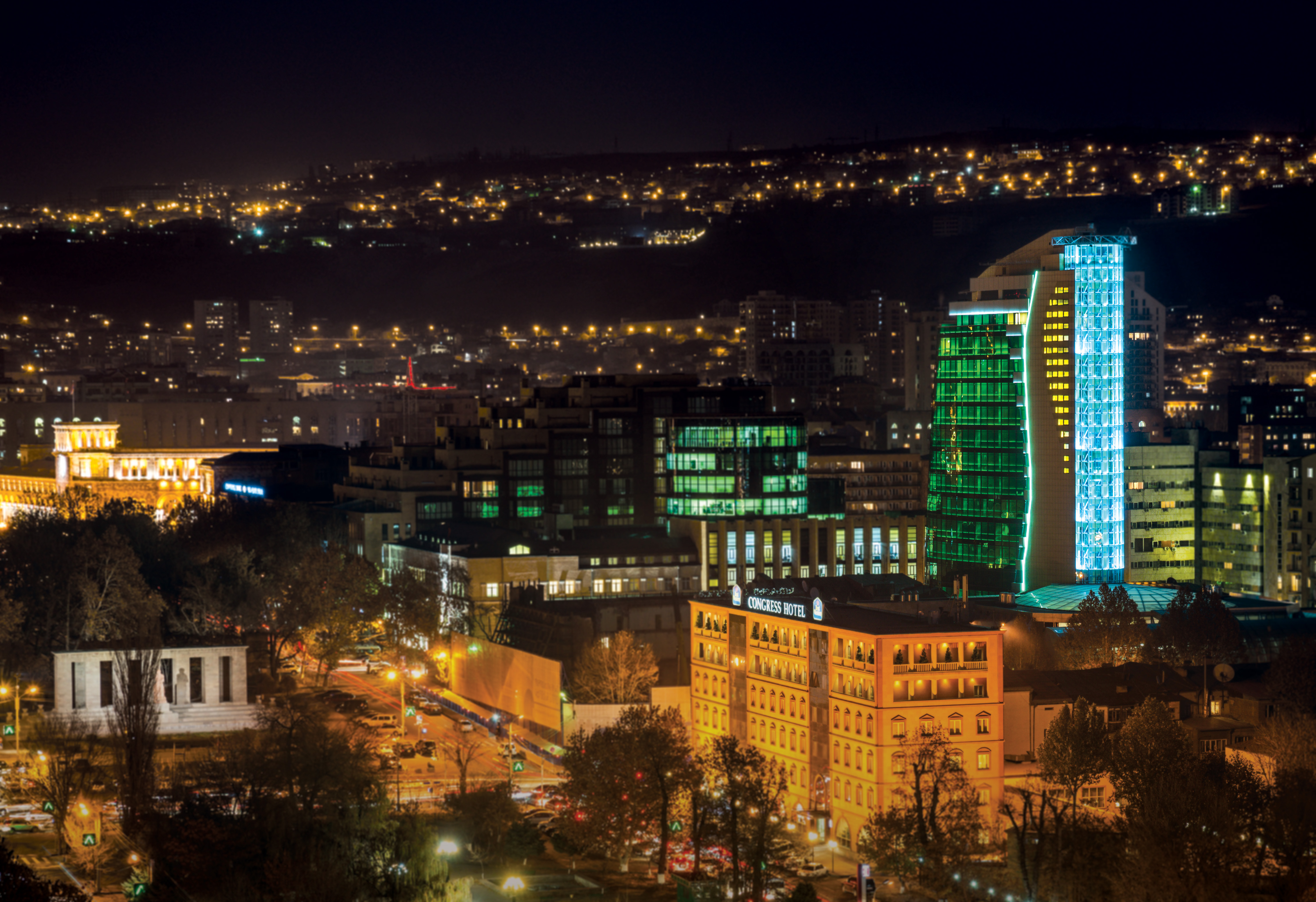
هسته‌شهر بازسازی‌شده ایروان مرکز تجاری و تجاری شهر می‌باشد

- فهرست کشورها بر پایه تولید ناخالص داخلی: ۱۲۱ام
- کشاورزی در ارمنستان
- بانکداری در ارمنستان
  - بورس اوراق بهادار ارمنستان
  - بانک مرکزی ارمنستان
  - سپرده‌گذاری مرکزی ارمنستان
  - فهرست بانک‌ها در ارمنستان
- مخابرات ارمنستان
  - مخابرات ارمنستان
- فهرست شرکت‌های ارمنستان
  - آرم‌کوسموس
  - های‌پست
- پول رایج ارمنستان: درام ارمنستان
  - ایزو ۴۲۱۷: درام ارمنستان
- انرژی در ارمنستان
  - نیروگاه هسته‌ای متسامور
  - برق در ارمنستان
  - وزارت زیرساخت‌های انرژی و منابع طبیعی
  - انرژی تجدیدپذیر در ارمنستان
  - برق خورشیدی در ارمنستان
- جغرافیای ارمنستان
- صنعت معدن ارمنستان
- مالیات در ارمنستان
  - خدمات گمرکی ارمنستان
  - خدمات مالیاتی ارمنستان
- گردشگری در ارمنستان
  - فهرست میراث جهانی در ارمنستان
  - پاراگلایدر در ارمنستان
  - خط‌مشی گذرنامه ارمنستان

- ترابری در ارمنستان
  - فهرست فرودگاه‌های ارمنستان

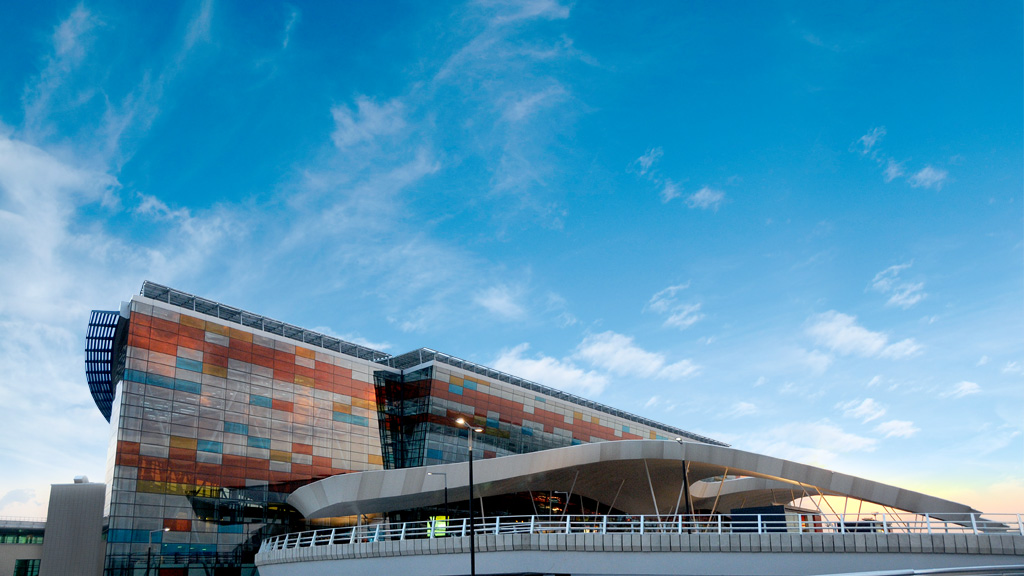
وردی اصلی به فرودگاه بین‌المللی زوارتنوتس

    - فهرست شرکت‌های هواپیمایی ارمنستان
    - فهرست پرازدحام‌ترین فرودگاه‌ها در ارمنستان

  - راه‌آهن قفقاز جنوبی
    - راه‌آهن ارمنستان
    - فهرست ایستگاه‌های راه‌آهن در ارمنستان
    - راه‌آهن قفقاز جنوبی
    - متروی ایروان

  - جاده‌ها در ارمنستان

## آموزش در ارمنستان
آموزش در ارمنستان
- فهرست دانشگاه‌های ارمنستان
  - دانشگاه آمریکایی ارمنستان
  - دانشگاه دولتی اقتصاد ارمنستان
  - دانشگاه بین‌المللی اوراسیا
  - دانشگاه اروپایی ارمنستان
  - بنیاد دانشگاه فرانسه در ارمنستان
  - دانشگاه پلی‌تکنیک ارمنستان
  - دانشگاه ملی معماری و شهرسازی ارمنستان
  - دانشگاه روسی-ارمنستانی
  - آکادمی دولتی هنرهای زیبای ارمنستان
  - دانشگاه پزشکی دولتی ایروان
  - دانشگاه دولتی ایروان
- مدرسه‌ها
  - مدرسه آیب
  - صندوق کودکان ارمنستان
  - مرکز نوآورانه فناوری‌های تومو
- en:Armenian-language schools outside Armenia